# Брег (Севниця)
Брег (словен. Breg) — поселення в общині Севниця, Споднєпосавський регіон, Словенія. Висота над рівнем моря: 189,7 м.